# Щомы
Щомы (укр. Щоми, до 2016 г. — Жовтневое) — село,
Малопавловский сельский совет,
Ахтырский район,
Сумская область,
Украина.
Код КОАТУУ — 5920385803. Население по переписи 2001 года составляет 276 человек.

## Географическое положение
Село Щомы находится между реками Ташань и Грунь.
На расстоянии в 1 км расположены сёла Качановка и Неплатино.
К селу примыкают небольшие лесные массивы.